# モティヴェーター
モティヴェーター（Motivator、2002年 - ）は、イギリスで生産・調教された競走馬。父モンジューの初年度産駒として2005年にエプソムダービーを勝ち、BHB賞年度代表馬を受賞するなど活躍した。

## 戦績
2003年のタタソールズ・オクトーバーイヤリングセールにて7万5000ギニー（約1500万円）で購買され、2004年8月にイギリス・ニューマーケット競馬場の2歳未勝利戦でデビュー。キーレン・ファロンを鞍上に6馬身差の圧勝を飾ると、続いて出走した10月のG1レーシングポストトロフィーも2着に2馬身半差をつけて快勝し、翌年のクラシック有力候補に躍り出る。
3歳となった2005年はエプソムダービーの前哨戦であるG2ダンテステークスから始動。これまでの2戦で手綱を取ったファロンからジョニー・ムルタに乗り替わっての出走だったが、難なく勝利を収め順調な滑り出しを見せる。そして迎えたエプソムダービーでは、好位追走から危なげなく抜け出して2着を5馬身突き放す圧勝。無敗のダービー馬に輝いた。
次走にはアイリッシュダービーも候補に挙がったが、陣営はエクリプスステークスへの出走を選択する。このレースにはフランス二冠を制したシャマルダル (Shamardal) も参戦を予定しており、モティヴェーターとの対決が注目された。しかしシャマルダルがレース前日に故障し回避・引退したためにこの対戦は実現せず、ライバル不在とあってモティヴェーターの勝利は濃厚と見られた。ところがレースでは、序盤から先行したもののゴール前で2歳時の主戦キーレン・ファロンの駆るオラトリオ (Oratorio) に捕まり半馬身差の2着に敗れ、デビュー以来初の黒星を喫してしまう。レース前にはこの後キングジョージ6世&クイーンエリザベスダイヤモンドステークスへ向かうプランもあったが、敗戦の影響もあってか出走は見送られ、シーズン後半に備えることになった。
秋はまずアイルランド・レパーズタウン競馬場のアイリッシュチャンピオンステークスに向けて調整される。主戦のムルタが騎乗停止処分を受けたため、陣営は代役としてランフランコ・デットーリに騎乗を依頼、デットーリもいったんはこれを受諾した。しかし、レパーズタウンが晴天続きで固い馬場となっていたことを懸念した陣営は、当日の馬場状態次第ではこのレースを回避すると発表。出否が流動的になったことから、結局デットーリは同日にイギリスで行われるセントレジャーへの騎乗を選ぶ。その後の降雨により適度な馬場になったと判断されケヴィン・ダーレイとのコンビで出走したモティヴェーターは、先行策から早めに先頭に立ったが直線でまたしてもオラトリオに半馬身かわされ、2戦連続の2着に敗れた。
このレースの後に2005年限りで現役を引退し種牡馬となることが発表されたモティヴェーターは、鞍上に再びムルタを迎え凱旋門賞に臨んだが、直線で一度は先頭に立つもラストの伸びを欠き、同じモンジュー産駒の勝ち馬ハリケーンラン (Hurricane Run) から約4馬身離された5着に終わる。その後、ブリーダーズカップ・ターフ出走に向けての調教中に後肢の筋肉を痛める怪我を負い、同レースを回避して引退した。

## 種牡馬成績
エリザベス2世が所有するロイヤルスタッドにて種牡馬入りし、2006年から供用される。初年度の種付料は2万ポンド。しかし全く活躍馬が現れず2012年には種付料が5000ポンドにまで下落。2013年にフランスのケスネー牧場に移動、この年の種付け料は7000ユーロ。ここで2013年・2014年の凱旋門賞を連覇した歴史的名牝トレヴを出したことで一気に評価が回復、2年連続仏リーディングサイアーとなり、種付け料も15000ユーロまで回復した。しかしその後が続かず、2019年の種付け料は再び7000ユーロへと下落した。

### 主な産駒
太字はG1競走を示す
- トレヴ / Treve（2013年ディアヌ賞、2013年・2015年ヴェルメイユ賞、2013年・2014年凱旋門賞、2015年コリーダ賞、サンクルー大賞）
- リダシーナ / Ridasiyna（2012年オペラ賞）

### 母の父として

#### グレード制重賞優勝馬
- ヴァンドギャルド（2020年富士ステークス）
- タイトルホルダー（2021年弥生賞ディープインパクト記念、菊花賞、2022年・2023年日経賞連覇、2022年天皇賞（春）、宝塚記念）
- ソールオリエンス（2023年京成杯、皐月賞）[1]
- ステラリア（2023年福島牝馬ステークス）[2]

#### その他
- メロディーレーン（2019年菊花賞5着、JRA最小馬体重勝利記録）

## 血統表
| モティヴェーターの血統（サドラーズウェルズ系 / Native Dancer5×5×5=9.38%、Mixed Marriage5×5=6.25%） | モティヴェーターの血統（サドラーズウェルズ系 / Native Dancer5×5×5=9.38%、Mixed Marriage5×5=6.25%） | モティヴェーターの血統（サドラーズウェルズ系 / Native Dancer5×5×5=9.38%、Mixed Marriage5×5=6.25%） | （血統表の出典）      | （血統表の出典） |
| 父 Montjeu 1996 鹿毛                                                                               | 父の父Sadler's Wells 1981 鹿毛                                                                     | Northern Dancer                                                                                    | Nearctic              | Nearctic         |
| 父 Montjeu 1996 鹿毛                                                                               | 父の父Sadler's Wells 1981 鹿毛                                                                     | Northern Dancer                                                                                    | Natalma               |                  |
| 父 Montjeu 1996 鹿毛                                                                               | 父の父Sadler's Wells 1981 鹿毛                                                                     | Fairy Bridge                                                                                       | Bold Reason           | Bold Reason      |
| 父 Montjeu 1996 鹿毛                                                                               | 父の父Sadler's Wells 1981 鹿毛                                                                     | Fairy Bridge                                                                                       | Special               |                  |
| 父 Montjeu 1996 鹿毛                                                                               | 父の母Floripedes 1985 鹿毛                                                                         | Top Ville                                                                                          | High Top              | High Top         |
| 父 Montjeu 1996 鹿毛                                                                               | 父の母Floripedes 1985 鹿毛                                                                         | Top Ville                                                                                          | Sega Ville            |                  |
| 父 Montjeu 1996 鹿毛                                                                               | 父の母Floripedes 1985 鹿毛                                                                         | Toute Cy                                                                                           | Tennyson              | Tennyson         |
| 父 Montjeu 1996 鹿毛                                                                               | 父の母Floripedes 1985 鹿毛                                                                         | Toute Cy                                                                                           | Adele Toumignon       |                  |
| 母 Out West 1994 青鹿毛                                                                            | 母の父Gone West 1984 鹿毛                                                                          | Mr. Prospector                                                                                     | Raise a Native        | Raise a Native   |
| 母 Out West 1994 青鹿毛                                                                            | 母の父Gone West 1984 鹿毛                                                                          | Mr. Prospector                                                                                     | Gold Digger           |                  |
| 母 Out West 1994 青鹿毛                                                                            | 母の父Gone West 1984 鹿毛                                                                          | Secrettame                                                                                         | Secretariat           | Secretariat      |
| 母 Out West 1994 青鹿毛                                                                            | 母の父Gone West 1984 鹿毛                                                                          | Secrettame                                                                                         | Tamerett              |                  |
| 母 Out West 1994 青鹿毛                                                                            | 母の母Chellingoua 1983 鹿毛                                                                        | Sharpen Up                                                                                         | *エタン               | *エタン          |
| 母 Out West 1994 青鹿毛                                                                            | 母の母Chellingoua 1983 鹿毛                                                                        | Sharpen Up                                                                                         | Rocchetta             |                  |
| 母 Out West 1994 青鹿毛                                                                            | 母の母Chellingoua 1983 鹿毛                                                                        | Uncommitted                                                                                        | Buckpasser            | Buckpasser       |
| 母 Out West 1994 青鹿毛                                                                            | 母の母Chellingoua 1983 鹿毛                                                                        | Uncommitted                                                                                        | Lady Be Good F-No.8-h |                  |

•4代母Lady Be Goodからはグッバイヘイロー(ケンタッキーオークスなどG1 7勝)・キングヘイロー(高松宮記念)母子、
ポリッシュプレセデント(ジャック・ル・マロワ賞、ムーラン・ド・ロンシャン賞)、ラシアンルーブル、シーズザグレイなどが出ている